# Ercole Rangoni (condottiero)

Stemma dei Rangoni.

Ercole Rangoni (... – Modena, 27 maggio 1572) è stato un condottiero italiano, conte di Ravarino.

## Biografia
Ercole era figlio del condottiero Gherardo Rangoni e di Violante Contrari di Ferrara. 
Fu al servizio degli Estensi e nel 1529 servì il duca Ercole II d'Este, affiancandolo come luogotenente, in Toscana contro papa Clemente VII. Nel 1548 accompagnò in Francia Anna d'Este, futura sposa di Francesco I di Guisa e dal 1549 al 1552 fu ambasciatore della Casa d'Este presso la corte imperiale. Nel 1560 il duca Alfonso II d'Este rinnovò a Ercole l'investitura dei feudi di Castelvetro e Livizzano. Ercole fu designato di accompagnare in Francia, dopo la morte del marito, la madre del duca Renata di Francia, che aveva abbracciato il calvinismo e non intendeva più convivere col figlio.
Morì nel 1572.

## Discendenza
Ercole sposò in seconde nozze Beatrice Roverella (?-1575) dalla quale ebbe quattro figli:
- Ugo (1540-1609), condottiero;
- Venceslao, religioso;
- Alessandro (?-1572), militare al servizio di Venezia;
- Gherardo (1537-1540).